# سلوبي جو
شطيرة سْلُوْپِي دْجُو (بالإنجليزية: sloppy joe) هي شطيرة تتكون من لحم البقر الفروم والبصل وصلصة الطمطم أو الكتشب وصلصة وستشير وتوابل أخرى وتقدم في خبز الهامبرغر. الأكلة نشأت في الولايات المتحدة الأميركية في بداية القرن العشرين.

## تاريخ
كتب الطبخ من أوائل القرن العشرين تقدم الكثير من الطرق لتحضير، إلا أنها تعرف بأسماء مختلفة.